# ソコトラ語
ソコトラ語（ソコトラご: méthel d-saqátri、 アラビア語: اللغة السقطرية）は、アフロ・アジア語族のセム語派南方セム語南アラビア諸語に属する言語であり、ソコトラ人が主に話す。ソコトリともよばれる。イエメンのソコトラ島とその周辺のアブドゥルクーリー島、サムハ島で話されていて、まれにイエメン本土でも話される。この言語は、歴史上、アラビア半島から孤立しているが、この地域ではアラビア語も口語（アーンミーヤ）のソコトラ方言の形で用いられる。また、2014年にウィタリー・ナウムキン主導のロシアの研究者らにより表記法が作り出された。それまでに5年の歳月を費やした。

南アラビア諸語の分布地図（赤がソコトラ語）